# Estación Traiguén
Traiguén es una antigua estación ubicada en la comuna chilena homónima de la Región de la Araucanía, que fue punta de rieles del Ramal Renaico-Traiguén, y luego del Ramal Púa-Traiguén.
- Datos: Q2894355